# Srebărna (arie protejată)
Srebărna este o arie protejată (arie specială de conservare — SAC, sit de importanță comunitară — SCI, arie de protecție specială avifaunistică — SPA) din Bulgaria întinsă pe o suprafață de 1.448,22 ha, integral pe uscat.

## Localizare
Centrul sitului Srebărna este situat la coordonatele 44°06′46″N 27°04′41″E / 44.1128°N 27.0781°E.

## Înființare
Situl Srebărna a fost declarat sit de importanță comunitară în martie 2007 pentru a proteja 1 specie de plante și 137 de specii de animale. Alte tipuri de protecție:
- arie de protecție specială avifaunistică (în martie 2007)[2]
- arie specială de conservare (în martie 2021)[1][3][4]

## Biodiversitate
Situată în ecoregiunea continentală, aria protejată conține 9 habitate naturale: Ape stătătoare oligotrofe până la mezotrofe, cu vegetație de Littorelletea uniflorae și/sau de Isoëto-Nanojuncetea, Lacuri eutrofice naturale cu vegetație de tip Magnopotamion sau Hydrocharition, Râuri cu maluri nămoloase cu vegetație de Chenopodion rubri p.p. și Bidention p.p., Pajiști stepice panonice pe loess, Liziere de ierburi înalte hidrofile de câmpie și de nivel montan până la alpin, Păduri aluvionare cu Alnus glutinosa și Fraxinus excelsior (Alno-Padion, Alnion incanae, Salicion albae), Păduri mixte riverane de Quercus robur, Ulmus laevis și Ulmus minor, Fraxinus excelsior sau Fraxinus angustifolia, de-a lungul marilor râuri (Ulmenion minoris), Păduri panonice cu Quercus pubescens, Păduri de tei argintiu moezice.
La baza desemnării sitului se află mai multe specii protejate:
- plante (1): otrățelul bălților (Aldrovanda vesiculosa)
- păsări (105): uliu cu picioare scurte (Accipiter brevipes), uliu porumbar (Accipiter gentilis), uliu păsărar (Accipiter nisus), privighetoare-de-baltă (Acrocephalus melanopogon), pescăruș albastru (Alcedo atthis), rață lingurar (Anas clypeata), rață pitică (Anas crecca), rață fluierătoare (Anas penelope), rață mare (Anas platyrhynchos), rață cârâitoare (Anas querquedula), rață pestriță (Anas strepera), gârliță mare (Anser albifrons), gâscă cenușie (Anser anser), fâsă-de-câmp (Anthus campestris), acvilă de munte (Aquila chrysaetos), acvilă de câmp (Aquila heliaca), acvilă țipătoare mică (Aquila pomarina), stârc cenușiu (Ardea cinerea), stârc roșu (Ardea purpurea), stârc galben (Ardeola ralloides), rață-cu-cap-castaniu (Aythya ferina), rața moțată (Aythya fuligula), rață roșie (Aythya nyroca), buhai de baltă (Botaurus stellaris), gâsca cu piept roșu (Branta ruficollis), buha (Bubo bubo), Bucephala clangula, șorecarul comun (Buteo buteo), șorecar încălțat (Buteo lagopus), șorecar mare (Buteo rufinus), Calidris alba,  prundaș gulerat mic (Charadrius dubius), chirighiță-cu-obraz-alb (Chlidonias hybridus), chirighiță-cu-aripi-albe (Chlidonias leucopterus), chirighiță neagră (Chlidonias niger), barză albă (Ciconia ciconia), barză neagră (Ciconia nigra), șerpar (Circaetus gallicus), erete de stuf (Circus aeruginosus), erete vânăt (Circus cyaneus), erete alb (Circus macrourus), erete cenușiu (Circus pygargus), Clangula hyemalis, dumbrăveancă (Coracias garrulus), cristeiul de câmp (Crex crex), lebădă de vară (Cygnus olor), ciocănitoare de grădină (Dendrocopos syriacus), ciocănitoare neagră (Dryocopus martius), egretă albă (Egretta alba), egretă mică (Egretta garzetta), presură de grădină (Emberiza hortulana), șoim dunărean (Falco cherrug), șoimul rândunelelor (Falco subbuteo), vânturel roșu (Falco tinnunculus), vânturel de seară (Falco vespertinus), lișiță (Fulica atra), găinușă de baltă (Gallinula chloropus), cufundar polar (Gavia arctica), cocor (Grus grus), codalb (Haliaeetus albicilla), piciorong (Himantopus himantopus), stârc pitic (Ixobrychus minutus), sfrâncioc roșiatic (Lanius collurio), sfrânciocul cu frunte neagră (Lanius minor), pescăruș argintiu (Larus cachinnans), pescăruș sur (Larus canus), pescăruș-cu-cap-negru (Larus melanocephalus), pescăruș mic (Larus minutus), pescăruș râzător (Larus ridibundus), ciocârlie de pădure (Lullula arborea), gușă albastră (Luscinia svecica), ferestraș mic (Mergus albellus), ferestrașul mare (Mergus merganser), prigoare (Merops apiaster), gaia neagră (Milvus migrans), gaia roșie (Milvus milvus), rață cu ciuf (Netta rufina), stârc de noapte (Nycticorax nycticorax), vultur pescar (Pandion haliaetus), pelican creț (Pelecanus crispus), pelican mare alb (Pelecanus onocrotalus), viespar (Pernis apivorus), cormoran mare (Phalacrocorax carbo), cormoran mic (Phalacrocorax pygmeus), bătăuș (Philomachus pugnax), ciocănitoare verzuie (Picus canus), lopătar (Platalea leucorodia), țigănuș (Plegadis falcinellus), corcodel mare (Podiceps cristatus), corcodel-cu-gât-roșu (Podiceps grisegena), corcodel-cu-gât-negru (Podiceps nigricollis), cresteț cenușiu (Porzana parva), cresteț pestriț (Porzana porzana), Porzana pusilla, cristei de baltă (Rallus aquaticus), ciocântors (Recurvirostra avosetta), eider (Somateria mollissima), pescăriță mare (Sterna caspia), chiră de baltă (Sterna hirundo), silvie porumbacă (Sylvia nisoria), corcodel mic (Tachybaptus ruficollis), călifar roșu (Tadorna ferruginea), călifar alb (Tadorna tadorna), fluierarul de zăvoi (Tringa ochropus), nagâț (Vanellus vanellus)
- amfibieni (2): buhai de baltă cu burta roșie (Bombina bombina), triton cu creastă dobrogean (Triturus dobrogicus)
- mamifere (6): vidră de râu (Lutra lutra), hamster românesc (Mesocricetus newtoni), liliacul mare cu potcoavă (Rhinolophus ferrumequinum), liliacul mic cu potcoavă (Rhinolophus hipposideros), popândău (Spermophilus citellus), dihor pătat (Vormela peregusna)
- nevertebrate (6): Anisus vorticulus, croitorul mare al stejarului (Cerambyx cerdo), Coenagrion ornatum, rădașcă (Lucanus cervus), fluturele purpuriu (Lycaena dispar), croitorul cenușiu al stejarului (Morimus funereus)
- pești (14): scrumbie de dunăre (Alosa immaculata), rizeafcă (Alosa tanaica), avat (Aspius aspius), zvârluga (Cobitis taenia), Eudontomyzon mariae, Gymnocephalus baloni, răspăr (Gymnocephalus schraetzer), țipar (Misgurnus fossilis), săbiță (Pelecus cultratus), boarță (Rhodeus amarus), porcușor de șes (Romanogobio vladykovi), țigănuș (Umbra krameri), fusar (Zingel streber), pietrar (Zingel zingel)
- reptile (4): Elaphe sauromates, țestoasa de baltă (Emys orbicularis), Testudo graeca, țestoasă bănățeană (Testudo hermanni)

Pe lângă speciile protejate, pe teritoriul sitului au mai fost identificate 11 specii de plante, 22 de specii de păsări, 5 specii de amfibieni, 2 specii de nevertebrate, 9 specii de pești, 9 specii de reptile.